# 2020-as labdarúgó-Európa-bajnokság (selejtező – J csoport)
A 2020-as labdarúgó-Európa-bajnokság selejtezőjének J csoportjának mérkőzéseit tartalmazó lapja.
A csoportban hat válogatott, Olaszország, Bosznia-Hercegovina, Finnország, Görögország, Örményország és Liechtenstein szerepel. Az első két helyezett Olaszország és Finnország kijutott az Európa-bajnokságra.  Bosznia-Hercegovina a Nemzetek Ligájában elért eredménye alapján pótselejtezőre került.

## Tabella
| Hely. | Csapat              | M  | Gy | D | V | G+ | G– | Gk  | P  | Továbbjutás                                     |     | ITA | FIN | GRE | BIH | ARM | LIE |
| ----- | ------------------- | -- | -- | - | - | -- | -- | --- | -- | ----------------------------------------------- | --- | --- | --- | --- | --- | --- | --- |
| 1.    | Olaszország         | 10 | 10 | 0 | 0 | 37 | 4  | +33 | 30 | Kijutott a 2020-as labdarúgó-Európa-bajnokságra |     | —   | 2–0 | 2–0 | 2–1 | 9–1 | 6–0 |
| 2.    | Finnország          | 10 | 6  | 0 | 4 | 16 | 10 | +6  | 18 | Kijutott a 2020-as labdarúgó-Európa-bajnokságra |     | 1–2 | —   | 1–0 | 2–0 | 3–0 | 3–0 |
| 3.    | Görögország         | 10 | 4  | 2 | 4 | 12 | 14 | −2  | 14 |                                                 |     | 0–3 | 2–1 | —   | 2–1 | 2–3 | 1–1 |
| 4.    | Bosznia-Hercegovina | 10 | 4  | 1 | 5 | 20 | 17 | +3  | 13 | Pótselejtezőre került                           |     | 0–3 | 4–1 | 2–2 | —   | 2–1 | 5–0 |
| 5.    | Örményország        | 10 | 3  | 1 | 6 | 14 | 25 | −11 | 10 |                                                 |     | 1–3 | 0–2 | 0–1 | 4–2 | —   | 3–0 |
| 6.    | Liechtenstein       | 10 | 0  | 2 | 8 | 2  | 31 | −29 | 2  |                                                 | 0–5 | 0–2 | 0–2 | 0–3 | 1–1 | —   |     |

## Mérkőzések
A csoportok sorsolását 2018. december 2-án tartották Dublinban. A menetrendet az UEFA még ugyanazon a napon közzétette. Az időpontok közép-európai idő szerint, zárójelben helyi idő szerint értendők.
| 2019. március 23. 20:45 |

| Bosznia-Hercegovina      | 2–1               | Örményország               |
| ------------------------ | ----------------- | -------------------------- |
| Krunić 33' Milošević 80' | (1–0) Jegyzőkönyv | Mhitarján 90+3' (11-esből) |

| Stadion Grbavica, Szarajevó Játékvezető: Jakob Kehlet (dán) |

| 2019. március 23. 20:45 |

| Olaszország         | 2–0               | Finnország |
| ------------------- | ----------------- | ---------- |
| Barella 7' Kean 74' | (1–0) Jegyzőkönyv |            |

| Friuli Stadion, Udine Játékvezető: Orel Grinfeld (izraeli) |

| 2019. március 23. 20:45 |

| Liechtenstein | 0–2               | Görögország                |
| ------------- | ----------------- | -------------------------- |
|               | (0–1) Jegyzőkönyv | Fortúnisz 45+1' Dónisz 80' |

| Rheinpark Stadion, Vaduz Játékvezető: Alexandre Boucaut (belga) |

| 2019. március 26. 18:00 (21:00 UTC+4) |

| Örményország | 0–2               | Finnország           |
| ------------ | ----------------- | -------------------- |
|              | (0–1) Jegyzőkönyv | Jensen 14' Soiri 78' |

| Hanrapetakan Stadion, Jereván Játékvezető: Nikola Dabanović (montenegrói) |

| 2019. március 26. 20:45 |

| Bosznia-Hercegovina      | 2–2               | Görögország                           |
| ------------------------ | ----------------- | ------------------------------------- |
| Višća 10' Pjanić 15' 65′ | (2–0) Jegyzőkönyv | Fortúnisz 64' (11-esből) Kolovósz 85' |

| Bilino Polje Stadion, Zenica Játékvezető: Danny Makkelie (holland) |

| 2019. március 26. 20:45 |

| Olaszország                                                                                | 6–0               | Liechtenstein  |
| ------------------------------------------------------------------------------------------ | ----------------- | -------------- |
| Sensi 17' Verratti 32' Quagliarella 35' (11-esből) 45+3' (11-esből) Kean 69' Pavoletti 76' | (4–0) Jegyzőkönyv | Kaufmann 45+2′ |

| Ennio Tardini Stadion, Parma Játékvezető: Kirill Levnyikov (orosz) |

| 2019. június 8. 18:00 (20:00 UTC+4) |

| Örményország                                 | 3–0               | Liechtenstein |
| -------------------------------------------- | ----------------- | ------------- |
| Ghazaryan 2' Karapetian 18' Barseghyan 90+1' | (2–0) Jegyzőkönyv |               |

| Vazgen Sargsyan Republican Stadium, Jereván Játékvezető: Nikola Popov (bolgár) |

| 2019. június 8. 18:00 (19:00 UTC+3) |

| Finnország    | 2–0               | Bosznia-Hercegovina |
| ------------- | ----------------- | ------------------- |
| Pukki 56' 68' | (0–0) Jegyzőkönyv |                     |

| Tampere Stadium, Tampere Játékvezető: Daniel Stefanski (lengyel) |

| 2019. június 8. 20:45 (21:45 UTC+3) |

| Görögország | 0–3               | Olaszország                         |
| ----------- | ----------------- | ----------------------------------- |
|             | (0–3) Jegyzőkönyv | Barella 23' Insigne 30' Bonucci 33' |

| Olimpiai Stadion, Athén Játékvezető: Anthony Taylor (angol) |

| 2019. június 11. 20:45 (21:45 UTC+3) |

| Görögország            | 2–3               | Örményország                               |
| ---------------------- | ----------------- | ------------------------------------------ |
| Zeca 54' Fortúnisz 87' | (0–2) Jegyzőkönyv | Karapetian 8' Ghazaryan 33' Barseghyan 74' |

| Olimpiai Stadion, Athén Játékvezető: Kristo Tohver (észt) |

| 2019. június 11. 20:45 |

| Olaszország              | 2–1               | Bosznia-Hercegovina |
| ------------------------ | ----------------- | ------------------- |
| Insigne 49' Verratti 86' | (0–1) Jegyzőkönyv | Džeko 32'           |

| Juventus Stadion, Torino Játékvezető: Xavier Estrada Fernández (spanyol) |

| 2019. június 11. 20:45 |

| Liechtenstein | 0–2               | Finnország            |
| ------------- | ----------------- | --------------------- |
|               | (0–1) Jegyzőkönyv | Pukki 37' Källman 57' |

| Rheinpark Stadion, Vaduz Játékvezető: Jens Maae (dán) |

| 2019. szeptember 5. 18:00 (20:00 UTC+4) |

| Örményország   | 1–3               | Olaszország                                           |
| -------------- | ----------------- | ----------------------------------------------------- |
| Karapetian 11' | (1–1) Jegyzőkönyv | Belotti 28' Lo. Pellegrini 77' Ayrapetyan 80' (öngól) |

| Vazgen Sargsyan Republican Stadium, Jereván Játékvezető: Daniel Siebert (német) |

| 2019. szeptember 5. 20:45 |

| Bosznia-Hercegovina                                 | 5–0               | Liechtenstein |
| --------------------------------------------------- | ----------------- | ------------- |
| Gojak 11' 89' Malin 80' (öngól) Džeko 85' Višća 88' | (1–0) Jegyzőkönyv |               |

| Bilino Polje Stadium, Zenica Játékvezető: Glenn Nyberg (svéd) |

| 2019. szeptember 5. 20:45 (21:45 UTC+3) |

| Finnország           | 1–0               | Görögország |
| -------------------- | ----------------- | ----------- |
| Pukki 52' (11-esből) | (0–0) Jegyzőkönyv |             |

| Tampere Stadium, Tampere Játékvezető: Juan Martínez Munuera (spanyol) |

| 2019. szeptember 8. 18:00 (20:00 UTC+4) |

| Örményország                                            | 4–2               | Bosznia-Hercegovina |
| ------------------------------------------------------- | ----------------- | ------------------- |
| Mhitarján 3' 66' Hambardzumyan 77' Lončar 90+5' (öngól) | (1–1) Jegyzőkönyv | Džeko 13' Gojak 70' |

| Vazgen Sargsyan Republican Stadium, Jereván Játékvezető: Benoît Bastien (francia) |

| 2019. szeptember 8. 20:45 (21:45 UTC+3) |

| Finnország           | 1–2               | Olaszország                          |
| -------------------- | ----------------- | ------------------------------------ |
| Pukki 72' (11-esből) | (0–0) Jegyzőkönyv | Immobile 59' Jorginho 79' (11-esből) |

| Tampere Stadium, Tampere Játékvezető: Bobby Madden (skót) |

| 2019. szeptember 8. 20:45 (21:45 UTC+3) |

| Görögország  | 1–1               | Liechtenstein |
| ------------ | ----------------- | ------------- |
| Masouras 33' | (1–0) Jegyzőkönyv | Salanović 85' |

| Olimpiai Stadion, Athén Játékvezető: Alexander Harkam (osztrák) |

| 2019. október 12. 18:00 |

| Bosznia-Hercegovina                               | 4–1               | Finnország     |
| ------------------------------------------------- | ----------------- | -------------- |
| Hajrović 29' Pjanić 37' (11-esből) 58' Hodžić 73' | (2–0) Jegyzőkönyv | Pohjanpalo 79' |

| Bilino Polje Stadium, Zenica Játékvezető: Ivan Kružliak (szlovák) |

| 2019. október 12. 20:45 |

| Olaszország                              | 2–0               | Görögország |
| ---------------------------------------- | ----------------- | ----------- |
| Jorginho 63' (11-esből) Bernardeschi 78' | (0–0) Jegyzőkönyv |             |

| Olimpiai Stadion, Róma Játékvezető: Szergej Karaszjov (orosz) |

| 2019. október 12. 20:45 |

| Liechtenstein | 1–1               | Örményország   |
| ------------- | ----------------- | -------------- |
| Y. Frick 72'  | (0–1) Jegyzőkönyv | Barseghyan 19' |

| Rheinpark Stadion, Vaduz Játékvezető: Kovács István (román) |

| 2019. október 15. 20:45 (21:45 UTC+3) |

| Finnország               | 3–0               | Örményország |
| ------------------------ | ----------------- | ------------ |
| Jensen 31' Pukki 61' 88' | (1–0) Jegyzőkönyv |              |

| Veritas Stadion, Turku Játékvezető: Jesús Gil Manzano (spanyol) |

| 2019. október 15. 20:45 (21:45 UTC+3) |

| Görögország                        | 2–1               | Bosznia-Hercegovina |
| ---------------------------------- | ----------------- | ------------------- |
| Pavlidis 30' Kovačević 88' (öngól) | (1–1) Jegyzőkönyv | Gojak 35'           |

| Olimpiai Stadion, Athén Játékvezető: Felix Zwayer (német) |

| 2019. október 15. 20:45 |

| Liechtenstein | 0–5               | Olaszország                                                     |
| ------------- | ----------------- | --------------------------------------------------------------- |
|               | (0–1) Jegyzőkönyv | Bernardeschi 2' Belotti 70' 90+2' Romagnoli 77' El Shaarawy 82' |

| Rheinpark Stadion, Vaduz Játékvezető: Andris Treimanis (lett) |

| 2019. november 15. 18:00 (21:00 UTC+4) |

| Örményország | 0–1               | Görögország |
| ------------ | ----------------- | ----------- |
|              | (0–1) Jegyzőkönyv | Limnios 35' |

| Vazgen Sargsyan Republican Stadium, Jereván Játékvezető: Paweł Raczkowski (lengyel) |

| 2019. november 15. 18:00 (19:00 UTC+2) |

| Finnország                            | 3–0               | Liechtenstein |
| ------------------------------------- | ----------------- | ------------- |
| Tuominen 21' Pukki 64' (11-esből) 75' | (1–0) Jegyzőkönyv |               |

| Telia 5G -areena, Helsinki Játékvezető: Benoît Bastien (francia) |

| 2019. november 15. 20:45 |

| Bosznia-Hercegovina | 0–3               | Olaszország                        |
| ------------------- | ----------------- | ---------------------------------- |
|                     | (0–2) Jegyzőkönyv | Acerbi 21' Insigne 37' Belotti 52' |

| Bilino Polje Stadium, Zenica Játékvezető: Sandro Schärer (svájci) |

| 2019. november 18. 20:45 (21:45 UTC+2) |

| Görögország                   | 2–1               | Finnország |
| ----------------------------- | ----------------- | ---------- |
| Mantalos 47' Galanopoulos 70' | (0–1) Jegyzőkönyv | Pukki 27'  |

| Olimpiai Stadion, Athén Játékvezető: Aleksei Eskov (orosz) |

| 2019. november 18. 20:45 |

| Olaszország                                                                                              | 9–1               | Örményország |
| --- | ----------------- | ------------ |
| Immobile 8' 33' Zaniolo 9' 64' Barella 29' Romagnoli 72' Jorginho 75' (11-esből) Orsolini 78' Chiesa 81' | (4–0) Jegyzőkönyv | Babayan 79'  |

| Renzo Barbera Stadion, Palermo Játékvezető: Tiago Martins (portugál) |

| 2019. november 18. 20:45 |

| Liechtenstein | 0–3               | Bosznia-Hercegovina      |
| ------------- | ----------------- | ------------------------ |
|               | (0–0) Jegyzőkönyv | Ćivić 57' Hodžić 64' 72' |

| Rheinpark Stadion, Vaduz Játékvezető: Halis Özkahya (török) |